# Swanville, Maine
Swanville är en kommun (town) i Waldo County i Maine. Vid 2010 års folkräkning hade Swanville 1 388 invånare.